# Pyrenaearia oberthueri
Pyrenaearia oberthueri é uma espécie de gastrópode da família Hygromiidae.
É endémica de Espanha. 